# Oeste (Costa de Marfil)
El departamento del Oeste (originalmente departamento del Sudoeste) fue uno de los cuatro departamentos originales de Costa de Marfil. Fue establecido en 1961, junto con los departamentos del Norte, el del Sur, y del Este. Durante la existencia del Oeste, los departamentos eran las subdivisiones administrativas de primer nivel de Costa de Marfil.
Utilizando los límites actuales como referencia, el territorio del departamento del Oeste estaba compuesto por las regiones de Haut-Sassandra, Gôh, Montagnes y Nawa.
En 1963 fue creado el departamento del Centro-Oeste dividiendo el departamento del Sudoeste; como resultado de esta división, el departamento del Sudoeste pasó a denominarse departamento del Oeste. Utilizando los límites actuales como referencia, en 1963 el departamento del Oeste ocupó el mismo territorio que la región de Montagnes.
En 1969, el Oeste y los otros cinco departamentos existentes del país fueron suprimidos y reemplazados por 24 nuevos departamentos. El territorio del Oeste se convirtió en los nuevos departamentos de Biankouma, Danané, Guiglo y Man.